# Gumaca
Gumaca è una municipalità di prima classe delle Filippine, situata nella Provincia di Quezon, nella regione di Calabarzon.
Gumaca è formata da 59 baranggay:
- Adia Bitaog
- Anonangin
- Bagong Buhay (Pob.)
- Bamban
- Bantad
- Batong Dalig
- Biga
- Binambang
- Buensuceso
- Bungahan
- Butaguin
- Calumangin
- Camohaguin
- Casasahan Ibaba
- Casasahan Ilaya
- Cawayan
- Gayagayaan
- Gitnang Barrio
- Hagakhakin
- Hardinan

- Inaclagan
- Inagbuhan Ilaya
- Labnig
- Laguna
- Lagyo
- Mabini (Pob.)
- Mabunga
- Malabtog
- Manlayaan
- Marcelo H. Del Pilar
- Mataas Na Bundok
- Maunlad (Pob.)
- Pagsabangan
- Panikihan
- Peñafrancia (Pob.)
- Pipisik (Pob.)
- Progreso
- Rizal (Pob.)
- Rosario
- San Agustin

- San Diego
- San Diego Poblacion
- San Isidro Kanluran
- San Isidro Silangan
- San Juan De Jesus
- San Vicente
- Sastre
- Tabing Dagat (Pob.)
- Tumayan
- Villa Arcaya
- Villa Bota
- Villa Fuerte
- Villa Mendoza
- Villa Nava
- Villa Padua
- Villa Perez
- Villa M. Principe
- Villa Tañada
- Villa Victoria